# Petro (Voodoo)
Als Petro (auch Petrò oder Petwò) wird die Gesamtheit (Haitianisch-Kreolisch Nachon) der zerstörerischen und kriegerischen Loa (Geistwesen) im Voodoo bezeichnet. Bizango ist eine besonders radikale Form der Verehrung dieser Loa. Sämtliche Loa werden in Hounfours genannten Tempeln verehrt.
Der Petrokult ist jüngeren Datums als der Rada- und Ghedekult, die sich auf die wohltätigen Loa beziehungsweise die des Totenreichs beziehen. Er entstand während der Zeit des Kolonialismus unter den Sklaven in der Karibik und wird mit schwarzer Magie, aber auch mit der Befreiung afrikanischer Sklaven in Zusammenhang gebracht und als eine von mehreren Ursachen der Haitianischen Revolution angesehen.
Ein Voodoo-Priester, der die Petro-Loa anruft, wird als Bocor bezeichnet. Eine Priesterin wird, unabhängig von der Ausrichtung der angerufenen Geistwesen, mit dem Titel Mambo angesprochen. Im Wallfahrtsort Plèn dinò wird jährlich mehrerer Petro-Loa, namentlich Ogouns, gedacht.

## Einzelne Loa des Petro

Das Veve (Symbol) des Petro-Loa Ogoun

Typische Vertreter der Petro-Loa sind unter anderem Agau, Kalfu, Marinette, Ogoun, Krabinay und Ti-Jean-Petro. Einige Loa, die sowohl wohltätige als auch zerstörerische Aspekte aufweisen, gehören zugleich der Rada- und der Petro-Nachon an. Dies gilt unter anderem für die Geistwesen Agwe, Erzulie und Simbi Andezo.
Im afrikanischen Voodoo existierten zwei Gruppen von Loa, die als Congo (wie Congo Savanne) und Ibo (wie Ibo Lele) bezeichnet wurden und den Petro-Loa ähnlich waren. In Haiti gelten sie als Gruppen ausgesprochen grausamer Loa innerhalb der Petro-Nachon.

## Rezeption
In Wes Cravens Horrorfilm Die Schlange im Regenbogen aus dem Jahr 1988 spielte Zakes Mokae einen den feindseligen Loa dienenden Schwarzmagier und Tonton Macoute namens Dargent Peytraud; der Familienname ist ein Homophon des Begriffes Petro.